# آبگرم (چاراویماق)
آبگرم یکی از روستاهای استان آذربایجان شرقی است که در دهستان چاراویماق جنوب غربی بخش مرکزی شهرستان چاراویماق واقع شده‌است.این روستا ۲۲۴ نفر جمعیت دارد.